# Rosa Maria Arrazola i Díaz
Rosa Maria Arrazola i Díaz (Barcelona, 26 de juliol de 1969) és una poeta i artista plàstica. Forma part del col·lectiu Creadores de Gràcia del Projecte Minerva. Ha participat en diversos projectes i actes solidaris i reivindicatius com Autisme. Trenquem el silenci amb la poesia, Poesia amb accent de dona, Dia de la Dona, Teixint connexions, Cultura amb nom de dona i l'Àgora Poètica de la Bonne.
La seva poesia directa i reivindicativa tracta sovint temàtiques socials i feministes. El seu poema La Barca va ser llegit al Parlament de Catalunya en l'acte d'homenatge a les víctimes de violència masclista el 2016.
Ha publicat els llibres: Els silencis escrits (2009), Llibre dels xiscles (2013), Rai (2014), Nero nero nas (2016), Buit de març (2017), amb pròleg de Núria de Gispert, Mare batec (2020) i 900 km (2022).
El 2019 el seu poema "Dona Dindi" del llibre Buit de març, en la veu de Clàudia Cabero, va rebre el Premi Miquel Martí i Pol dins del Certamen Terra i Cultura que atorga Lluís Llach al millor poema musicat.
També ha rebut diversos premis per les seva obra literària poètica, d'entre els quals destaquen:
- Francesc Candel de Poesia, 2012 per Marona[14]
- Miquel Àngel Riera, 2014 Ciutat de Manacor per Rai[15]
- GAT Literari de Torelló, 2015 per Forat[16]
- Estabanell Energia Òmnium Cultural del Vallès Oriental, 2016 per Buit de març[17]
- Jocs Florals de Sants, Hostafrancs i la Bordeta, 2016 per Concert en E major[18]
- Josep Fàbregas i Capell de la Vila de Sallent, 2018  per Era[19]
- Premi de la Mar de Poesia, Miquel Peris Segarra, 2022 per L´últim viatge[20]